# Église luthérienne de Morhange
L'église luthérienne de Morhange est un ancien temple de garnison, situé rue de Montmorency à Morhange, en Lorraine. Construit durant l'annexion allemande, l'édifice fait aujourd'hui l'objet d'un ambitieux projet de restauration.

## Contexte historique
On trouve très peu de protestants à Morhange avant le XIXe siècle. Ce n'est qu'en 1876 qu'un premier culte protestant public rassemble les habitants de Grostenquin et de Morhange. En 1890, l'implantation de la garnison allemande multiplie par sept le nombre d'habitants. Morhange connaît une période prospère. En 1892, la paroisse protestante devient naturellement une paroisse de garnison.

## Construction et aménagements
Le temple est construit entre 1893 et 1895. Il est destiné aux civils et aux militaires allemands de confession luthérienne. Construit en grès rose, l'imposant édifice domine la ville et les anciennes casernes allemandes. Le choix du matériau et du style néo-roman rhénan, en vogue après 1871, confèrent noblesse et élégance à l'édifice. L'église, dominée par sa tour centrale en façade, se compose d’une nef simple. La nef, flanquée de quatre petites tourelles hors œuvre, se termine sur une petite abside. La modénature, avec arcs en plein cintre et arcatures, est relativement sobre.

## Affectations successives
Le temple servait à la fois pour les militaires et les civils. Il n'a pas souffert des batailles entre 1914 et 1918, mais a été touché en 1940, avant d'être gravement endommagé en novembre 1944, par les tirs d'artillerie alliés, peu avant la libération du 15 novembre 1944. Fragilisée par ces bombardements, l'église a dû être fermée en septembre 2003. Le projet de restauration de cet édifice en péril a été retenu par la Fondation du patrimoine. Les travaux sur les maçonneries, les charpentes et la couverture, visant à mettre en sécurité l'édifice, permettront plus tard la création d'un espace culturel et artistique ouvert à tous.